# Krystyna Jakowska
Krystyna Maria Jakowska (ur. 24 czerwca 1938 w Wilnie) – polska historyk literatury.
W latach 1956–1961 studiowała polonistykę na Uniwersytecie Mikołaja Kopernika w Toruniu. Doktoryzowała się w 1968 rozprawą o powieści Sól ziemi autorstwa Józefa Wittlina, zaś habilitowała w 1983 na podstawie książki Powrót autora. Renesans narracji auktorialnej w polskiej powieści międzywojennej. W 1991 została profesorem UMK, zaś w 1993 otrzymała tytuł naukowy profesora. W 1998 podjęła pracę na Uniwersytecie w Białymstoku, gdzie w latach 1999–2009 kierowała Zakładem Historii Literatury Międzywojennej i Współczesnej Instytutu Filologii Polskiej.
Zajmowała się głównie prozą polską XX w. Wydała prace: Z dziejów ekspresjonizmu w Polsce. Wokół „Soli ziemi” (1997), Powrót autora. Renesans narracji auktorialnej w polskiej powieści międzywojennej (1983), Międzywojenna powieść perswazyjna (1992), Podręczny słownik pisarzy polskich (2006). Publikowała też w czasopismach: „Twórczość”, „Pomorze”, „Kultura”, „Pamiętnik Literacki”, „Polonistyka”, „Przegląd Artystyczno-Literacki”.